# Оденбах
Оденбах (њем. Odenbach) општина је у њемачкој савезној држави Рајна-Палатинат. Једно је од 98 општинских средишта округа Кузел. Према процјени из 2010. у општини је живјело 901 становника. Посједује регионалну шифру (AGS) 7336074.

## Географски и демографски подаци
Оденбах се налази у савезној држави Рајна-Палатинат у округу Кузел. Општина се налази на надморској висини од 160 метара. Површина општине износи 7,9 km². У самом мјесту је, према процјени из 2010. године, живјело 901 становника. Просјечна густина становништва износи 113 становника/km².